# صمغ طابع البريد
صمغ طابع البريد، في علم طوابع البريد، الصمغ هو المادة التي توضع على ظهر طابع البريد لتمكينه من الالتصاق برسالة أو أي شيء آخر مرسل بالبريد. المصطلح عام، وينطبق على كل من الأنواع التقليدية مثل الصمغ العربي والتركيبات الحديثة الصناعية. الصمغ شيء مهم في مجال طوابع البريد.

## خلفية تاريخية
قبل وجود الطوابع البريدية، كان على الأشخاص الذين يتلقون الرسائل دفع ثمنها. وكان الدفع يعتمد على عدد الأوراق الموجودة في المظروف والمسافة التي قطعتها الرسالة. ابتكر رولاند هيل حلاً للدفع المسبق. وقد أدى ذلك إلى اختراعهِ لعلكة الطوابع في عام 1837. وكان أول طابع بريدي لاصق في العالم يسمى "بيني بلاك". ومع ذلك، لم يكن العديد من طوابع البريد في اليداية مُصمغ، ولم يكن بعضها مُصمغاً أيضاً بسبب نقص مادة الصمغ في الانتاج (على سبيل المثال، طوابع أوغندا كاوري المكتوبة على الآلة الكاتبة لعام 1895). كما كانت المناخ المداري القاسي في بعض البلدان مشكلة كما هو الحال في كوراساو وسورينام. وقد صدرت بعض الطوابع، المخصصة للبيع لهواة جمع الطوابع فقط، بدون صمغ، مثل طوابع تذكارية من الولايات المتحدة الأمريكية من طراز فارلي فوليز لعام 1933. وكانت الطوابع الأولى لبريطانيا العظمى تسمي العلكة الصمغ بالإسمنت. وصُنعت من خليط من نشا البطاطس ونشا القمح وصمغ نبات الأكاسيا.

## الأنواع والاستعمالات

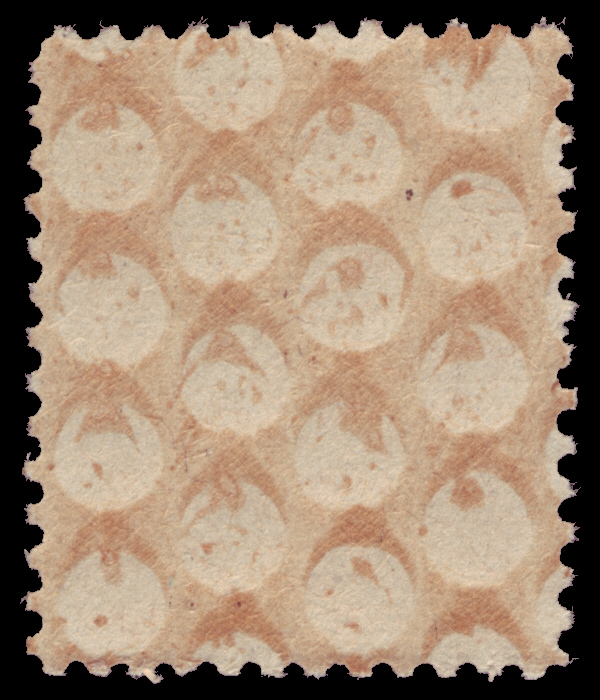
علكة اقتصادية وضعت على طوابع البريد الألماني

في البداية، كان الصمغ يوضع على طابع البريد بعد الطباعة وقبل التثقيب، وعادةً ما كان ذلك لأن الورق يجب أن يكون رطباً لكي تعمل المطبعة في الطباعة بشكل جيد، ولكن في العصر الحديث تكون طباعة الطوابع جافة على ورق مصمغ مسبقاً. ولقد كانت هناك حالتان تاريخيتان حصل فيهما إعادة صمغ الطوابع بعد ثقبها، ولكن هذه الحالات تعتبر غير معتادة.
في الإصدارات الأولى، يوضع الصمغ يدوياً على الطوابع باستخدام فرشاة أو أسطوانة، ولكن في عام 1880 ابتكر دي لا رو عملية التصميغ الآلي باستخدام آلة الطباعة، ويجهز الصمغ الآن بواسطة الآلة. حيث ينشر الصمغ بشكل موحد قدر الإمكان.
تتمثل أكبر مشاكل التصنيع في التصميغ إلى ميلها لجعل الطوابع تتجعد، وذلك بسبب اختلاف تفاعل الورق والصمغ مع مستويات الرطوبة المتفاوتة. في الحالات القصوى، يتدحرج الطابع تلقائياً إلى أنبوب صغير. وقد جربت العديد من المخططات، وما تزال هذهِ المشكلة قائمة حتى يومنا الحاضر.
في عقد الثلاثينيات من القرن العشرين، استعملت (كورفوازييه) وهي آلة تكسير العلكة وذلك بالضغط على نمط من المربعات الصغيرة في العلكة، مما أدى إلى ما يسمى بالعلكة المشوية. وكان هناك مخطط آخر يتمثل في تقطيع العلكة بالسكاكين بعد وضعها. وفي بعض الحالات تحل العلكة المشكلة نفسها بنفسها بأن تصبح "متشققة" عندما تجف.
يختلف مظهر الصمغ باختلاف نوع وطريقة الاستعمال، وقد يتراوح مظهر الصمغ بين كرات شبه غير مرئية إلى شكل الكرات البنية الداكنة. وتشمل أنواع الصمغ (المواد اللاصقة) المستخدمة لتصميغ الطوابع ما يلي:
- دكسترين، ينتج عن طريق تسخين النشا.
- الصمغ العربي، وهو مركب طبيعي مستخرج من نبات الأكاسيا.
- الصمغ، من الجيلاتين، نادرًا ما يُرى على الطوابع.
- كحول البولي فينيل.

كان لبعض الطوابع صمغ مطبوع بنمط يشبه العلامة المائية، ويُفترض أن يكون ذلك وسيلة أمان إضافية. كان على الطوابع الألمانية من عام 1921 نمط من الخطوط المتموجة بينما كان على الطوابع التشيكية من عام 1923 صمغ يظهر الأحرف الأولى من اسم جمهورية التشيك، CSP. أُطلق على هذهِ الأنماط اسم مركب الصمغ أو العلامات المائية للصمغ.
بسبب النقص في المواد، كما حدث في الوضع الذي أعقب الحرب العالمية الثانية في ألمانيا، كانت تلصق الطوابع بطريقة اقتصادية. جيث يوضع الصمغ بطريقة تسمى بالصمغ الاقتصادي (بالألمانية: Spargummi) على شكل رقع فقط.

## طوابع لاصقة ذاتية اللصق
انتشر في السنوات الأخيرة استعمال طوابع ذاتية اللصق، والمعروفة باسم الطوابع الحساسة للضغط، على نطاق واسع. يحتوي هذا الشكل الجديد نسبياً على دعامة حاملة ناعمة مشمعة أو مغلفة بالبوليمر لا يلتصق بها الصمغ اللاصق إلا بالضغط على الطابع بقوة كما هو الحال على الورق. ولذلك، يمكن تحرير الطوابع بسهولة من الغطاء الخلفي ووضعها على مظروف بريدي. كان أول استخدام لطوابع ذاتية اللصق من قبل سيراليون في عام 1964. وجربتها الولايات المتحدة في وقت لاحق على طابع عيد الميلاد عام 1974؛ وقد حُكم عليها بالفشل ولم يُعاد تقديمها حتى عام 1989 عندما انتشرت تدريجيًا. في عقد التسعينيات، بدأ مكتب البريد الأمريكي في التحول من الطوابع المائية إلى استعمال الطوابع ذاتية اللصق. وبحلول عام 1995، كان 20 من المائة فقط من الطوابع التي ينتجها مكتب البريد سنوياً (والبالغ عددها خمسة وثلاثين مليار) من نوع الطوابع اللاصقة ذاتياً، ولكن بحلول عام 2013 صارت جميع الطوابع الأمريكية الصادرة تقريباً ذاتية اللصق.

## مخاطر صحية
اجريت دراسة بريطانية في عام 1965 عن انتقال أجسام البكتيريا والفيروسات على الورق المصقول أنه "على الرغم من عدم عزل البكتيريا والفيروسات المسببة للأمراض من عينات مختلفة من الأظرف التي جمعت من مصادر عدة، إلا أنه وجد أن الصمغ المستعمل في التصنيع يمارس تأثيراً وقائياً ضد الموت بسبب الجفاف الحاصل للبكتيريا والفيروسات التي تم إدخالها فيها" وكان من الممكن إثبات تكاثر البكتيريا في الصمغ المستعمل في صناعة الطوابع البريدية." وأضاف المؤلفان التحذير من أن "الطوابع البريدية غالباً ما يتعامل معها بإهمال شديد عند إصدارها دون وصفة طبية، ومع ذلك فإن المشتري عادة ما يلعقها دون تردد. ويوضح العمل الحالي مدى سهولة التصاق البكتيريا بسطح الورق المصقول الذي يرطب قليلاً؛ ويعتبر الإصبع مصدراً مناسباً للرطوبة والتلوث البكتيري على حد سواء.
ظهر في حلقة تلفازية عام 1996 من المسلسل الكوميدي الشهير "ساينفيلد" شخصية (سوزان روس) التي تسممت بعد أن لعقت جوانب الكثير من الأظرف اللزجة. وقد حصل ربط احداث هذهِ الحلقة مع زيادة المخاوف حول المخاطر الصحية للعق الورق المصقول، وقد استنبط بأنها ربما ساهمت في زيادة شعبية الطوابع اللاصقة ذاتية اللصق، على الأقل في الولايات المتحدة.

## علم هواة جمع الطوابع

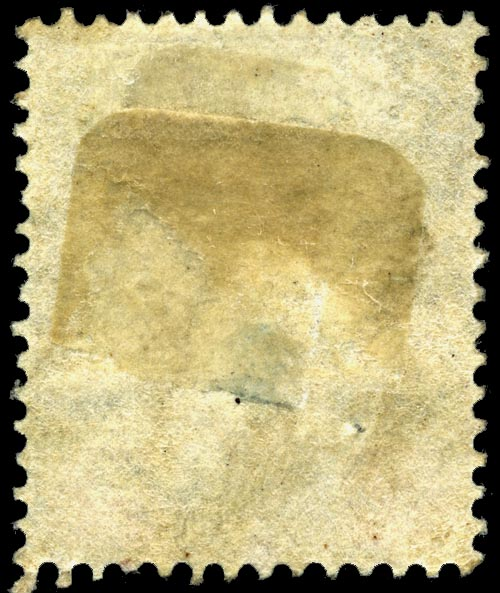
بقايا مفصلة تبين شكل ختم على ظهر طابع بريدي

### حالة الطوابع غير المستعملة
تُعد علكة الطوابع عنصرًا مهمًا لهواة جمع الطوابع، على الرغم من أن وجودها نادرًا ما يكون مفيدًا في التمييز بين الطوابع الشائعة والنادرة، وكونها على ظهر الطابع فهي غير مرئية عادةً. ومع ذلك، تنعكس حالتها في تقييم الطوابع غير المستعملة. وبشكل عام، يميز بين الحالات التالية:
- حالة طابع المطبعة الأصلي: الطوابع التي تحتوي على صمغ أصلي كامل غير تالف، كما تباع من قبل مكتب البريد. هذه الحالة (وتسمى أيضاً طابع دار المطبعة غير المستعمل، غير المفصولة أبداً) هي الأعلى قيمة.
- غير مستعملة: إن الطوابع غير المستعملة هي الطوابع التي تعرضت صمغتها الأصلية للتلف، على سبيل المثال من خلال استخدام مفصلات الطوابع أو غيرها من المؤثرات.
- غير مستعملة وبدون صمغ: الطوابع التي فقدت صمغها الأصلي.

في البومات الطوابع، تختصر هذه الشروط بالعلامات ** و* و(*) على التوالي.
وقد صدرت بعض الطوابع بدون أي صمغ على الإطلاق، إما بسبب نقص المواد، أو (حالة خاصة في البلدان الاستوائية الرطبة) لتجنب خطر التصاق أوراق الطوابع ببعضها البعض. لا يمكن العثور على مثل هذه الطوابع إلا في حالة (*). تقليدياً، خاصةً قبل الحرب العالمية الثانية، كانت الطوابع تُركب في ألبومات مزودة بتفصيل الطوابع بغض النظر عما إذا كانت مستعملة أو غير مستعملة. ومن ثم يزعم بعض الخبراء أن عددًا قليلاً جدًا من الطوابع غير المستعملة من القرن التاسع عشر لم يتم تعليقها في مرحلة ما من وجودها. وهذا يعني أن الطوابع القديمة غير المستعملة التي يُفترض أنها في حالة جيدة غالبًا ما تكون موضع شك في أنها قد اعيد طبعها، ويعد اكتشاف الطوابع التي تم تجميعها جزءًا مهمًا من خبرة هواة جمع الطوابع. لا يمكن أن تكون قيمة الطوابع المُعاد طمسها بالصمغ أعلى قيمة من الطوابع غير المستعملة وبدون صمغ.
يسعى هواة جمع الطوابع المخلصون جاهدين للحفاظ على سلامة صمغ الغلاف، لأن مثل هذه الطوابع تعتبر مرغوبة أكثر من الطوابع التي لا تحمل صمغ الغلاف. بإزالة أي بقايا ورقية تجمعت على الصمغ دون إزالة الصمغ نفسه.
في عام 1906، كانت المشاكل تنشأ باستمرار بسبب الصمغ الموجود أسفل وجه الطوابع. وكان هناك إشعار رسمي ينص على أن الطوابع ستُعدّ بصمغ "صلب"، وكانت مخصصة للاستخدام في فصل الصيف أو موسم الرطوبة لمنع التصاق الطوابع ببعضها البعض قبل الأوان، أو التصاقها بورق البارافين عندما تكون في شكل كتاب.

### الأصناف
تعتبر الطوابع التي تحتوي على نصوص أو أرقام أو رموز مطبوعة على المادة اللاصقة ذات أهمية خاصة لهواة جمع الطوابع الموضوعية على سبيل المثال إذا كانت البصمة مرتبطة بمناسبة إصدار الطابع، كما هو الحال في طوابع احتفال هدسون-فولتن بالولايات المتحدة الأمريكية عام 1909. يبحث هواة جمع الطوابع المطبوعة عن الطوابع المطبوعة على الجانب الصمغي عن طريق الخطأ، وهي طوابع يبحث عنها هواة جمع الطوابع المهتمين بالأصناف غير الشائعة.
غالبًا ما تتسبب علكة إصدارات الطوابع القديمة في تدحرج الطوابع غير المستعملة. لتجنب ذلك، قامت بعض السلطات البريدية، على سبيل المثال في ألمانيا في عقدي الثلاثينيات والأربعينيات من القرن العشرين، بكسر الصمغ بواسطة بكرات الطوابع، مما أدى إلى تسنينها. ويُستخدم اتجاه هذا التسنين للتمييز بين الإصدارات المختلفة.

### تلف الورق من خلال صمغ الطوابع

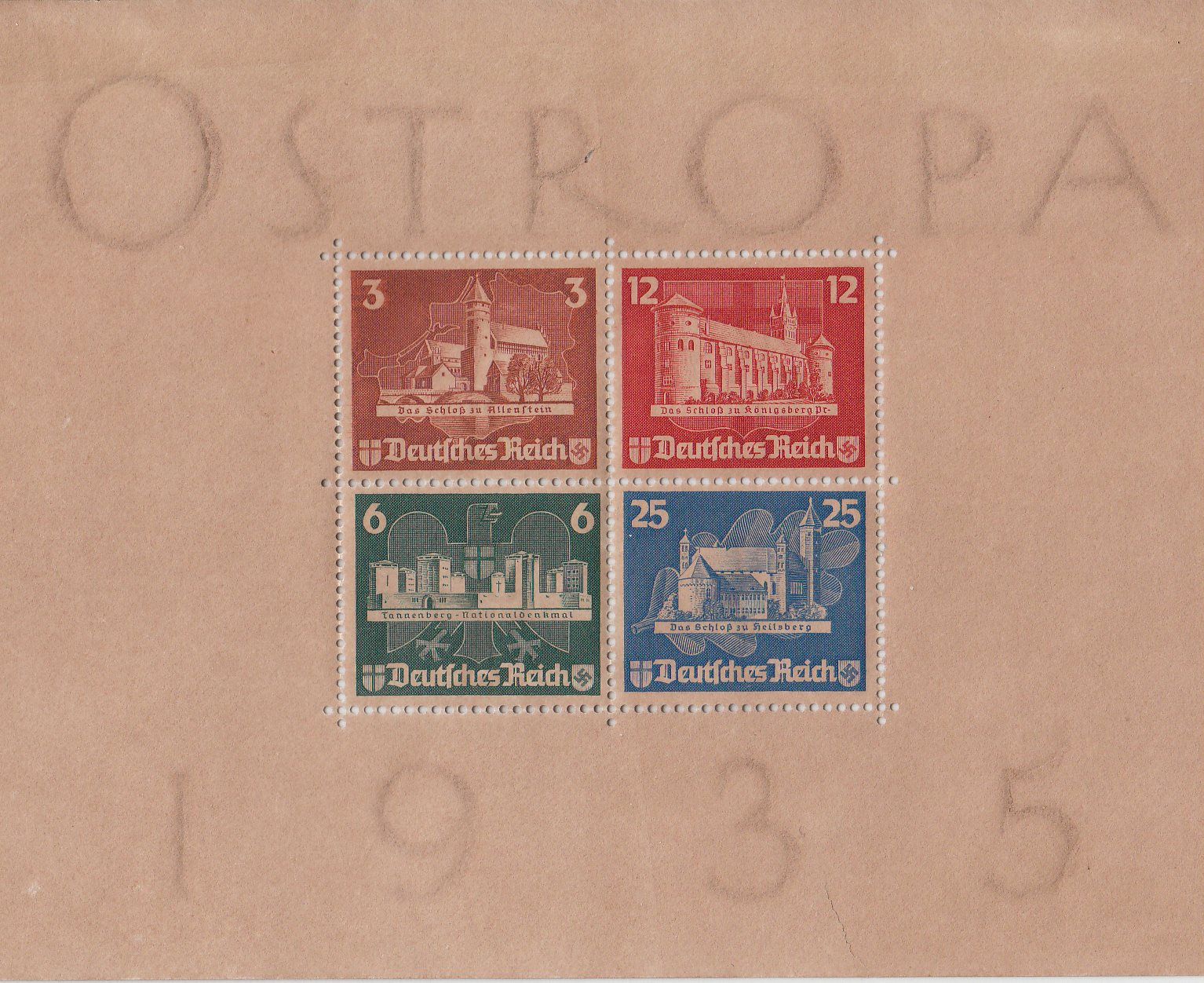
ورقة أوستروبا التذكارية، لاحظ تغير لون الورق بسبب صمغ الطوابع الحمضي، وبدأ الورق يتفكك عند العلامات المائية

يجب الحرص أثناء الإنتاج على ألا تحتوي علكة الطوابع (خاصةً إذا كانت محضرة من مواد طبيعية) على فائض من الأحماض. فهذا الحامض من الممكن أن يتلف ورق الطوابع بمرور الوقت. ومن الحالات البارزة في هذا الصدد ورقة أوستروبا التذكارية التي صدرت في ألمانيا عام 1935، وطوابع البريد الجوي الألماني زيبلين لعام 1936.
تميل العلكة السميكة الموجودة على بعض الطوابع القديمة، وبالتحديد على إصدارات طوابع النمسا-المجر، إلى التكسر بسبب التغيرات الحاصلة في رطوبة الهواء ودرجة الحرارة. يمكن أن تؤثر هذهِ الانكسارات أيضًا على ورق الطوابع وتتسبب في تفكك الطوابع. في مثل هذه الحالات، توصي كتب دليل حفظ الطوابع بإزالة الصمغ لتجنب المزيد من التلف الذي يلحق بالطوابع مستقبلاً.